# Freikirchlicher Bund der Gemeinde Gottes
Der Freikirchliche Bund der Gemeinde Gottes ist eine Freikirche in der Tradition der Heiligungsbewegung. Sie versteht sich als evangelikal. Sie hat ihre Wurzeln in der Gemeinde Gottes (Anderson), engl. Church of God (Anderson, Indiana), und ist heute mit dieser locker verbunden.

## Synonyme und andere Sprachen
Der englische Name Church of God wird von verschiedenen Denominationen und unabhängigen Kirchen im englischsprachigen Raum verwendet. Zur Unterscheidung von anderen Kirchen gleichen Namens bezeichnete sich die Kirche in der Vergangenheit als Church of God (Anderson, IN). Doch auch der Name Gemeinde Gottes wird mittlerweile im deutschsprachigen Raum mehrfach genutzt. In den 1990er Jahren kam es in Deutschland zu einer Umbenennung. Die offizielle Bezeichnung lautet nun Freikirchlicher Bund der Gemeinde Gottes (FBGG).

## Verbreitung
Nach Georg Schmid hat die Gemeinde Gottes (Anderson) in den Vereinigten Staaten 2338 Gemeinden mit 199.000 Gemeindegliedern, in Missionsgebieten 2115 Gemeinden mit 165.000 Gemeindegliedern. In der Bundesrepublik Deutschland gab es 1990 33 Gemeinden mit etwa 3000 Gemeindegliedern, in der DDR waren es zehn Gemeinden mit circa 200 Mitgliedern, in der Schweiz hielten sich im selben Jahr 100 Mitglieder zu zwei Gemeinden. 2023 waren es „25 Gemeinden und rund 3.000 Mitglieder“. Frank S. Mead gibt für 1993 538.986 Gemeindegliedern in 83 Ländern an.
2017/18 gibt das Jahrbuch der Kirche 2.038 Gemeinden und einen durchschnittlichen Besuch von 223.805 in den USA an. Weltweit zählt sie 887.986 Gläubige in 7.824 Gemeinden und 88 Ländern.

## Lehre
Die Gemeinde Gottes sieht die ganze Bibel (ohne die Apokryphen) als Fundament des Glaubens an. Die Bibel gilt als inspiriertes Wort Gottes. Aus diesem Grund hatte man in der Vergangenheit ein distanziertes Verhältnis zu formulierten Bekenntnissen. Dies hat sich gewandelt, sodass heute auch vorformulierte Bekenntnisse als hilfreich angesehen werden können (z. B. Apostolisches Glaubensbekenntnis).
Kern der Lehre der Gemeinde Gottes ist die persönliche Beziehung zu Jesus Christus, der stellvertretend für die Schuld der Menschen gestorben ist, um Vergebung der Sünden zu ermöglichen. Diese muss durch eine Lebensumkehr („Bekehrung“) im Glauben angenommen werden. Der Glaubende wird durch die Kraft Gottes befähigt, geistlich zu wachsen („Heiligung“).
Betont wird die Einheit aller Menschen, die an Jesus Christus als Retter und Herrn glauben. Sie alle gehören zur weltumspannenden Gemeinde Gottes, die nicht identisch mit der gleichnamigen Organisation ist. Von daher bestehen viele Kontakte zu Christen anderer Denominationen. Diese Einheit ist zuerst einmal eine feststehende Vorgabe (1. Kor 12) und kommt dann auch in der alltäglichen Lebensgestaltung zum Ausdruck.

## Gottesdienst und Praxis
Die Gottesdienste werden als Mitte des Gemeindelebens angesehen. Neben einer die Bibel (AT und NT) auslegenden Predigt und gemeinsamem Gebet sind geistlicher Gesang klassischer und moderner Lieder ein wichtiger Teil des Gottesdienstes. Eine feste Liturgie gibt es nicht, auch wenn ein Segen meistens den Gottesdienst schließt.
Die Gemeinde Gottes lehrt und praktiziert die Gläubigentaufe durch vollständiges Untertauchen. Die Taufe ist jedoch nicht mit der Aufnahme in die Gemeinde gleichzusetzen, sondern eine Aufforderung Jesu, seine Glaubensentscheidung öffentlich zu machen. Die Taufe drückt den Vorgang der Bekehrung sichtbar aus (Mt 28,18–20; Röm 6,3f.). Taufen, die im Rahmen anderer Gemeindebünde durchgeführt wurden, werden in der Regel anerkannt (z. B. EFG, FeG).
Das Abendmahl ist eine Gedächtnis- und Gemeinschaftsfeier. Durch Brot und Wein erinnert sich der Glaubende an den stellvertretenden Sühnetod Jesu.
Taufe und Abendmahl werden ausdrücklich nicht als Sakramente, sondern als Verordnungen verstanden; sie vermitteln an sich kein Heil, sondern drücken physisch eine geistliche Wahrheit aus. Erst wenn die hinter der Verordnung stehende geistliche Wahrheit im Glauben angenommen wird, hat sie eine glaubensstärkende Wirkung. Eine weitere Verordnung, die in vielen der Gemeinden praktiziert wird, ist die Fußwaschung.
Grundlage für die Behandlung ethischer Fragen sind vor allem das Doppelgebot der Liebe (Mt 22,37–39) und die Zehn Gebote. Zu diesen Fragen wird auch durch positive („Du solltest“) und negative („Du sollst nicht“) Formulierungen Stellung bezogen. Zu Letzteren gehört auch die Wertevermittlung durch Medien. Von deren Nutzung wird abgeraten, sofern sie die Übertretung der Gebote Gottes verherrlichen, z. B. in Bezug auf Atheismus, Gewalt, Okkultismus und Ehebruch.

## Organisation
In der Gemeinde Gottes gibt es keine formelle Mitgliedschaft. Nach ihrer Auffassung sind alle, die an Jesus Christus glauben und sich für ein Christsein entschieden haben, Glieder am Leib Christi. Die kongregationalistisch verfassten Ortsgemeinden sind weder als Verein noch als Körperschaft strukturiert, sondern lassen sich in Deutschland durch den Freikirchlichen Bund der Gemeinde Gottes e. V. mit Sitz in Hamburg juristisch vertreten. In Fritzlar befindet sich ihr Ausbildungsseminar, die Christliche Bildungsstätte Fritzlar.

## Geschichte
Daniel Sidney Warner war zunächst Prediger in der von Winnebrenner gegründeten Denomination General Eldership of the Church of God in North America. Nachdem er mit der Wesleyanischen Lehre der Vollkommenheit konfrontiert worden war, erkannte er das größte Übel des Protestantismus in seiner Zersplitterung. 1881 trennte Warner sich von dieser Kirche und mit ihm einige andere, die der gleichen Einstellung waren. Diese Gruppe schloss sich zusammen und stellte ein Sieben-Punkte-Programm zusammen:
- Absolute Offenheit gegenüber allen biblischen Lehren
- Heiligung
- Leitung der Gemeinde durch den Heiligen Geist
- Trennung von allen menschlichen Denominationen
- Bekehrung als Mitgliedschaft in der Kirche
- Keine menschliche Organisation der Kirche
- Einheit aller bekehrten Christen[9]

Warner wurde Redakteur der Zeitschrift Gospel Trumpet (Evangeliumsposaune). Zunächst hielt man sich an die anfangs aufgestellten Punkte, und nur das Verlagshaus war in den ersten Jahren der Bewegung organisatorisch strukturiert. Schon bald wurden aber Jahrbücher mit den Namen der Prediger herausgegeben. Die Predigerversammlung und das Verlagshaus (The Gospel Trumpet Company) wurden einem Missionsrat unterstellt.
1894 wurde in Hamburg ein erster Gottesdienst der Gemeinde Gottes in Deutschland gehalten. Danach wurden schnell mehrere Gemeinden im Ruhrgebiet gegründet. Diese Gemeinden wurden später als Missionsverein der Gemeinde Gottes bekannt und schlossen sich schließlich zum Freikirchlichen Bund der Gemeinde Gottes zusammen. Seit 1895 wurde die Evangeliumsposaune in Deutsch publiziert und seit 1922 auch in Deutschland gedruckt. Durch Missionare aus den USA wurden am Anfang des 20. Jahrhunderts in Russland, Lettland, Polen, Ungarn, Bulgarien, Griechenland und der Schweiz weitere Gemeinden gegründet.

## Ökumene
Der Freikirchliche Bund der Gemeinde Gottes ist Mitglied der Vereinigung Evangelischer Freikirchen in Deutschland und arbeitet örtlich mit anderen Kirchen und Gemeinschaften auf der Basis der Evangelischen Allianz zusammen. Einzelne Ortsgemeinden arbeiten in der Arbeitsgemeinschaft Christlicher Kirchen mit.

## Angeschlossene Institutionen

### Christliche Bildungsstätte Fritzlar
Die Pastoren des Freikirchlichen Bundes der Gemeinde Gottes werden in der Regel an der Christlichen Bildungsstätte Fritzlar, dem Theologischen Seminar des Bundes, ausgebildet. Neben einem Diakonischen Studiengang (2 Jahre) durchlaufen zukünftige Pastoren meist den Pastoralen Studiengang (4 Jahre + Jahrespraktikum). Die Christliche Bildungsstätte Fritzlar steht in einer Kooperation mit dem Martin-Bucer-Seminar.

## Periodika
Der Bethesda-Verlag gibt zweimonatlich die offizielle Zeitschrift des FBGG Perspektiven. Christsein und Gemeinde heute heraus (bis 1992 Evangeliums-Posaune), ZDB-ID 913940-0.